# Armadillidium frontemarginatum
Armadillidium frontemarginatum är en kräftdjursart som beskrevs av Hans Strouhal 1936. Armadillidium frontemarginatum ingår i släktet Armadillidium och familjen klotgråsuggor. Inga underarter finns listade i Catalogue of Life.